# Anoteropora smitti
Anoteropora smitti är en mossdjursart som först beskrevs av Calvet 1907.  Anoteropora smitti ingår i släktet Anoteropora och familjen Mamilloporidae. Inga underarter finns listade i Catalogue of Life.